# Coleophora trifolii
The Trefoil Thick-horned Tinea or Large Clover Case-bearer (Coleophora trifolii) là một loài bướm đêm thuộc họ Coleophoridae. Nó được tìm thấy ở châu Âu, Bắc Phi, Tiểu Á, Afghanistan và Bắc Mỹ.
Sải cánh dài 15–20 mm. Con trưởng thành bay từ tháng 6 đến tháng 7. They are day-active.
Ấu trùng ăn the seeds of Melilotus species (bao gồm Melilotus officinalis và Melilotus altissima).

## Hình ảnh

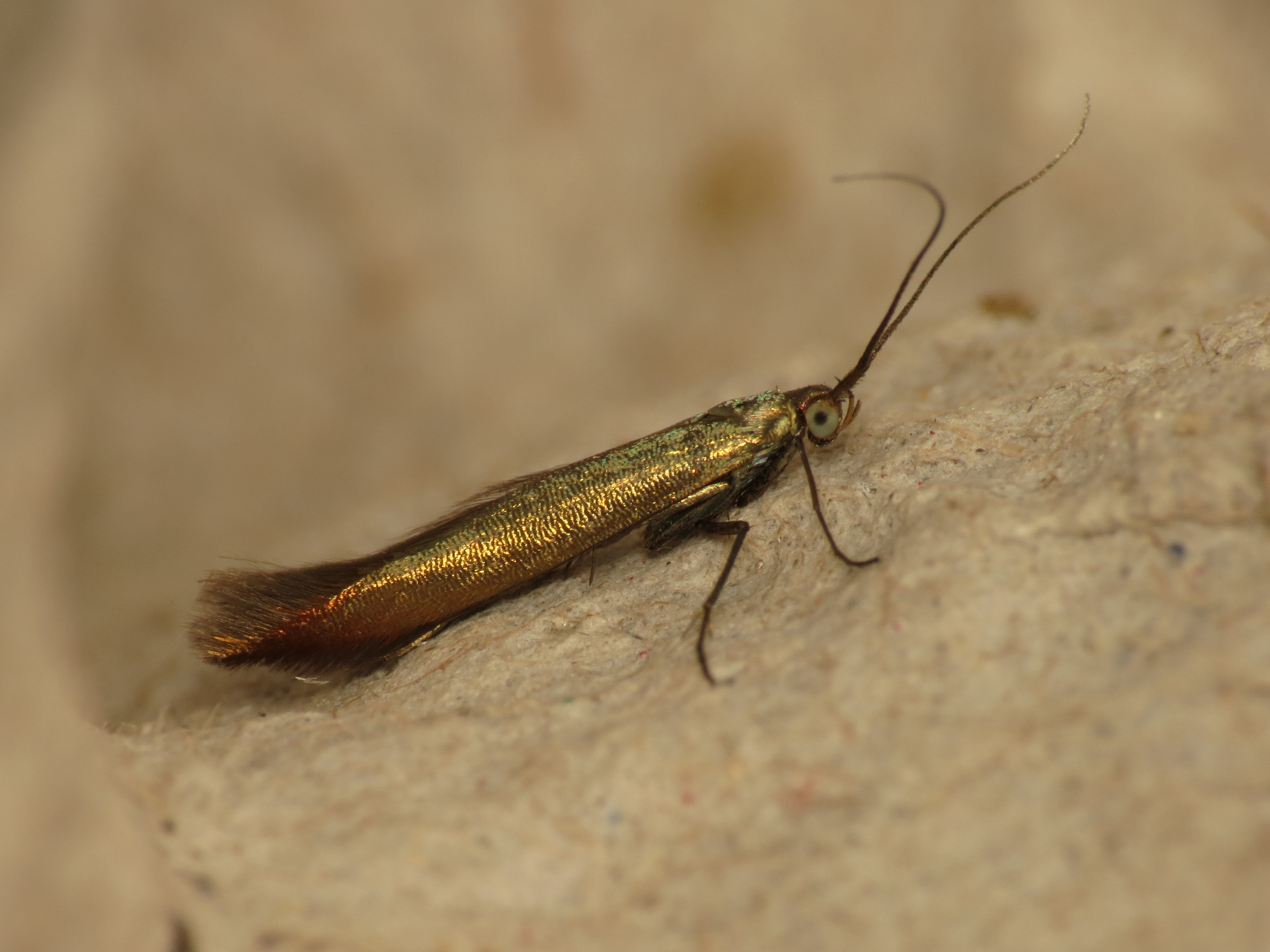